# Aeroport de Luxemburg
L'Aeroport Internacional de Luxemburg (en luxemburguès: Fluchhafe Findel) (codi IATA: LUX - codi ICAO: ELLX) és el principal aeroport de Luxemburg, i l'únic del país amb una pista pavimentada. Està situat a 6 km del centre de Luxemburg, en una localitat anomenada Findel. Per això, a vegades és conegut com a Aeroport de Luxemburg-Findel. L'aeroport té dues terminals i és completament internacional, ja que no hi ha altres aeroports comercials al país. El 2003 va transportar 2.197.497 passatgers.
Luxair, l'aerolínia internacional de Luxemburg, i Cargolux, una aerolínia exclusiva de càrrega, tenen la seva base a la rodalia de l'aeroport.
Quant al moviment de càrrega, l'Aeroport Internacional de Luxemburg és un dels de major moviment a Europa i el món. Luxemburg és conegut per Cargolux, l'empresa de càrrega aèria nacional, que és considerada una de les més importants aerolínies de càrrega al món amb DHL i FedEx.
L'aeroport internacional de Luxemburg consta d'una sola terminal, oberta en 2008. La terminal B, oberta en 2004, va a ser unida a la A per una passarel·la que està en construcció.

## Aerolínies i destinacions
| Aerolínies                                              | Ciutats | Aliança       |
| ------------------------------------------------------- | --- | ------------- |
| Air France1 · destinació (operat per Luxair)            | Internacional: (1) París | SkyTeam       |
| Alitalia2 · destinacions (operats per Luxair)           | Internacionals: (2) Milà / Roma | SkyTeam       |
| Austrian Airlines1 · destinació (operat per Luxair)     | Internacional: (1) Viena | Star Alliance |
| British Airways1 · destinació                           | Internacional: (2) Londres | Oneworld      |
| EasyJet4 · destinacions                                 | Internacional: (4) Londres / Milà / Lisboa / Porto (comença al juny de 2015) | N/A           |
| Hahn · Air1 destinació                                  | Internacionals: (1) Dusseldorf | N/A           |
| KLM Cityhopper1 · destinació                            | Internacional: (1) Ámsterdam | SkyTeam       |
| LOT Polish Airlines · 1 destinació (operat per Luxair)  | Internacional: (1) Varsòvia | Star Alliance |
| Lufthansa1 · destinació (operat per Lufthansa Cityline) | Internacional: (1) Múnic | Star Alliance |
| Luxair37 · destinacions                                 | Internacionals: (37) Atenes / Barcelona / Bari / Berlín / Bilbao / Boavista / Bremen / Bucarest / Budapest / Dresden / Estocolm / Frankfurt del Meno / Ginebra / Hamburg / Hèlsinki / Heraclión / Leipzig / Lisboa / Londres / Madrid / Màlaga / Milà / Múnic / Niça / Porto / Oslo / Palma / París / Roma / Sal / Sarrebruck / Sofia / Torí / Varsòvia / Venècia / Viena / Vílnius / Zagreb | N/A           |
| Portugália2 · destinacions                              | Internacionals: (2) Lisboa / Porto | Star Alliance |
| SAS1 destinació ·                                       | Internacional: (1) Copenhaguen | Star Alliance |
| SunExpress1 · destinació                                | Internacional: (1) Antalya | N/A           |
| Swiss Global Airlines1 · destinació                     | Internacional: (1) Zuric | Star Alliance |
| TAP Portugal2 · destinacions                            | Internacionals: (2) Lisboa / Porto | Star Alliance |
| Turkish Airlines1 · destinació                          | Internacional: (1) Istanbul | Star Alliance |
| Vueling1 · destinació                                   | Internacional: (1) Barcelona | N/A           |